# Armari de les cinc claus
L'Armari de les cinc claus és un armari que es conserva a la ciutat de Lleida i que antigament es feia servir per a custodiar documents de més alta importància. El moble és un dels pocs armaris arxivadors que es conserven a Catalunya del segle xv al segle xviii, època en què se’n van construir diversos exemplars per preservar documents valuosos de caràcter civil i eclesiàstic.

## Història
Construït el 1686 per Anastasi Vidal, fuster de Lleida, l'armari té una estructura arquitectònica marcadament renaixentista. Es va agençar, en una antiga intervenció, a la moda i al gust de l'època, amb la inclusió de les dues destacades volutes enfosquides d'estètica barroca i l'element central (avui perdut) en una clara voluntat decorativa que recrea el contrast del clarobscur, establint un joc amb parts de l'entaulament i del cos de la base per destacar-ne el volum.
L'Armari dels Privilegis i Actes de la Ciutat fa quasi tres metres d'alçada i té una decoració arquitectònica de pilastres aplicades que contrasta amb les dues volutes barroques tallades que el coronen. El moble s'estructura en tres parts: l'entaulament que centra el fris emplafonat, amb la inscripció manuscrita daurada «Privilegis y actes de la civtat 1686»; el cos central, amb les dues magnífiques grans portes que tanquen mitjançant els cinc panys els 48 calaixos numerats interiors, i la base, que entre motlures mixtilínies i plafons, acull altres dos calaixos i recolza sobre dues potes.
La inscripció que ocupa el fris el relaciona directament amb l'anotació que es llegeix en el foli núm. 69r del Manual d'actes de la ciutat de 1685 a 1691, registre 713, del primer de juny de 1686. El notari indica que Anastasi Vidal, fuster de Lleida, 
| « | de son grat, signe àpoca als molt il·lustres senyors de la ciutat, Josep de Marañosa, etc. de cent vintiquatre lliures moneda corrent en Leyda y son per les mans i jornals de fer lo armari de privilegis per a dita ciutat. Lo modo de la paga és que a rebut vint y sinc lliures moneda corrent ab albara de manament despedit a 28 de Mars de 1686 = Coranta lliures que lo dia present a rebut de diners del caixo dels Señors Pahers y les restants Sinquanta nou lliures de albara de manament despedit lo dia present… | » |

Aquest document permet datar la construcció de l'armari a les darreries del segle xvii. El fet que l'armari estigui construït en fusta de noguera massissa també el relaciona directament amb els treballs de fusteria que es duien a terme en aquest mateix període a Catalunya.
L'any 1932 fou instal·lat a la sala destinada a arxiu de la Paeria.

## Descripció
L'entaulament ha perdut l'element decoratiu que lluïa entremig de les dues grans volutes i queden al descobert les cavitats buides dels encaixos. Probablement, flanquejaven una forma heràldica esculpida a joc, com sovint inclouen armaris de característiques similars, com ara l'Armari de les sis claus, de Viella, o altres models de gran prestància, destinats igualment a custodiar documents importants. Diferents armaris arxivadors de producció catalana amb acabats policromats també exhibien els blasons de la ciutat, com és el cas de l'Armari arxivador de Tortosa, datat el 1574, o el de Solsona.
Les fulles de les portes tanquen amb cinc panys i cinc claus en formes i dents de guardes dissemblants, fet que posa en relleu la importància dels papers que custodiava i la voluntat de tancar-los per a la seva preservació. Per obrir les portes es requeria la presència simultània dels cinc dipositaris de les claus: la dels quatre membres de la Paeria i la del Síndic.
Els 47 calaixos (el número 39 es va perdre) estan numerats amb grafia daurada i s'ordenen començant per la part inferior esquerra (de baix a dalt). Les petites etiquetes encolades a l'esquerra del número pintat corresponen a la numeració dels pergamins relligats guardats a l'interior, segons estiguessin en el primer o en el segon compartiment.

## El procés de restauració
La intervenció es va iniciar amb un tractament de desinsectació per privatització d'oxigen, ja que es va detectar que el moble patia un atac d'insectes xilòfags actius. El tractament va consistir en el tancament de la peça, durant 28 dies, a la cambra d'anòxia del Centre de Restauració de Béns Mobles de Catalunya (CRBMC). A continuació, es van consolidar i reintegrar les pèrdues afectades per a un millor control visual de possibles nous atacs.
La part més important de la restauració ha estat la recuperació de l'antic acabat de la fusta de noguera, amb la retirada de la capa brillant mal aplicada que la recobria. S'ha preservat l'acabat enfosquit de les volutes, d'algunes zones de l'entaulament i de la base, amb l'objectiu de conservar l'equilibri cromàtic del moble. S'ha suprimit l'acumulació de producte de les parts interiors de la talla per retornar-li l'aspecte mat i brillant que li correspon i li dona el volum convenient.
Pel que fa a l'emplafonat de l'entaulament, que inclou la inscripció manuscrita, s'ha optat per fer-hi una intervenció mínima de neteja, tenint en compte el component històric rellevant que té la inscripció i la data per a l'Arxiu Municipal de Lleida i perquè és una de les zones que contribueix a la identitat respectada del joc de clarobscur. Segons les anàlisis fetes al laboratori del CRBMC, les lletres manuscrites daurades estan fetes a base de blau esmalt, de purpurina a base de llautó, estany, coure, etc. i de pigment de color ocre roig. Aquesta informació confirma que les lletres i la numeració s'han repintat al llarg del temps. La fotografia microscòpica obtinguda a través del microscopi digital ha revelat que a sota de la dauradura s'observa directament la fusta sense cap mena de capa de preparació, amb la possibilitat que gran part de la dauradura original s'hagi perdut.
Els calaixos interiors s'han intervingut amb el mateix criteri, i s'ha preservat la numeració daurada manuscrita i les etiquetes de paper encolades amb les corresponents numeracions. El calaix número 39 no s'ha reconstruït, ja que es considera que és una pèrdua que forma part de la llegenda del seu passat.
Les reintegracions de les parts en què hi havia pèrdues de material s'han fet amb pols de cedre i cola animal a les parts interiors, i amb cera en barra de consistència dura a les exteriors. Es tracta de materials reversibles i, en certa manera, flexibles, als possibles moviments de contracció i dilatació de la fusta per l'ambient de l'estança on s'ubica l'armari. S'han encolat parts soltes de l'estructura interior i la motllura esquerra inferior desclavada, i també s'han intervingut petites pèrdues de fusta fracturada, allà on hi havia risc d'enganxar-se.
Pel que fa a la neteja dels metalls, s'ha fet una mínima intervenció de supressió de la capa brillant, per no malmetre l'aspecte envellit de la pàtina del ferro.
Finalment, l'acabat ha consistit a aplicar una lleugera capa de cera que ha permès retornar-li, en gran manera, l'esplendor natural de les magnífiques aigües que ensenyen novament les posts de fusta de noguera del segle xvii.